# Champions Cup (Russisches Billard)
Der Champions Cup (russisch Кубок Чемпионов Kubok Tschempionow; 2021: Pyramide-Weltpokal, russisch Кубок мира по пирамиде 2021 Kubok mira po piramide 2021) ist ein Billardturnier in der Freien Pyramide, einer Disziplin des Russischen Billards. Das Einladungsturnier wurde 2011 erstmals ausgetragen und findet seit 2019 jährlich in der russischen Hauptstadt Moskau statt.
Die ersten vier Ausgaben gewannen Qanybek Saghyndyqow, Oleksandr Palamar, Iossif Abramow und Serghei Krîjanovski.

## Geschichte
Der Champions Cup wurde 2011 anlässlich des 20-jährigen Jubiläums der Unabhängigkeit Kasachstans in der Hauptstadt Astana als zunächst einmalige Veranstaltung ausgetragen. Eingeladen wurden 16 Spieler, darunter die drei amtierenden Weltmeister Nikita Liwada, Kanybek Sagynbajew und Jaroslaw Wynokur sowie Rekordweltmeister Qanybek Saghyndyqow, der das Turnier schließlich gewann.
Nach acht Jahren Pause gab es 2019 in Moskau eine Neuauflage, diesmal jedoch lediglich mit vier Teilnehmern. Bei der dritten Ausgabe im Jahr 2020 wurde die Teilnehmerzahl auf acht Personen erhöht und mit Diana Mironowa und Elina Nagula erstmals Frauen eingeladen. Daneben wurde 2020 der Modus geändert. Statt von Beginn an im K.-o.-System wurde nun bis zum Halbfinale im Doppel-K.-o.-System gespielt. Zur Ausgabe 2021 wurde das Turnier in Pyramide-Weltpokal umbenannt. Während der Ausgabe 2021 wurde der Titelverteidiger Iossif Abramow aufgrund von unsportlichen Verhaltens disqualifiziert.

## Die Turniere im Überblick
| Jahr | Austragungsort | Sieger              | Ergebnis  | Finalist             | Halbfinalisten 1    |
| ---- | -------------- | ------------------- | --------- | -------------------- | ------------------- |
| 2011 | Astana         | Qanybek Saghyndyqow | 7:5       | Jaroslaw Tarnowezkyj | Nikita Liwada       |
| 2011 | Astana         | Qanybek Saghyndyqow | 7:5       | Jaroslaw Tarnowezkyj | Jewgeni Stalew      |
| 2019 | Moskau         | Oleksandr Palamar   | 6:4       | Juri Paschtschinski  | Kanybek Sagynbajew  |
| 2019 | Moskau         | Oleksandr Palamar   | 6:4       | Juri Paschtschinski  | Serghei Krîjanovski |
| 2020 | Moskau         | Iossif Abramow      | 7:0       | Asis Madaminow       | Dmytro Biloserow    |
| 2020 | Moskau         | Iossif Abramow      | 7:0       | Asis Madaminow       | Diana Mironowa      |
| 2021 | Moskau         | Serghei Krîjanovski | 15:10     | Semjon Saizew        | Nikita Wolodin      |
| 2021 | Moskau         | Serghei Krîjanovski | 15:10     | Semjon Saizew        | Asis Madaminow      |
| 2022 | Moskau         | unbekannt           |           | unbekannt            | unbekannt           |
| 2022 | Moskau         | unbekannt           | unbekannt | unbekannt            |                     |